# Liste der Straßen und Plätze in Berlin-Marienfelde

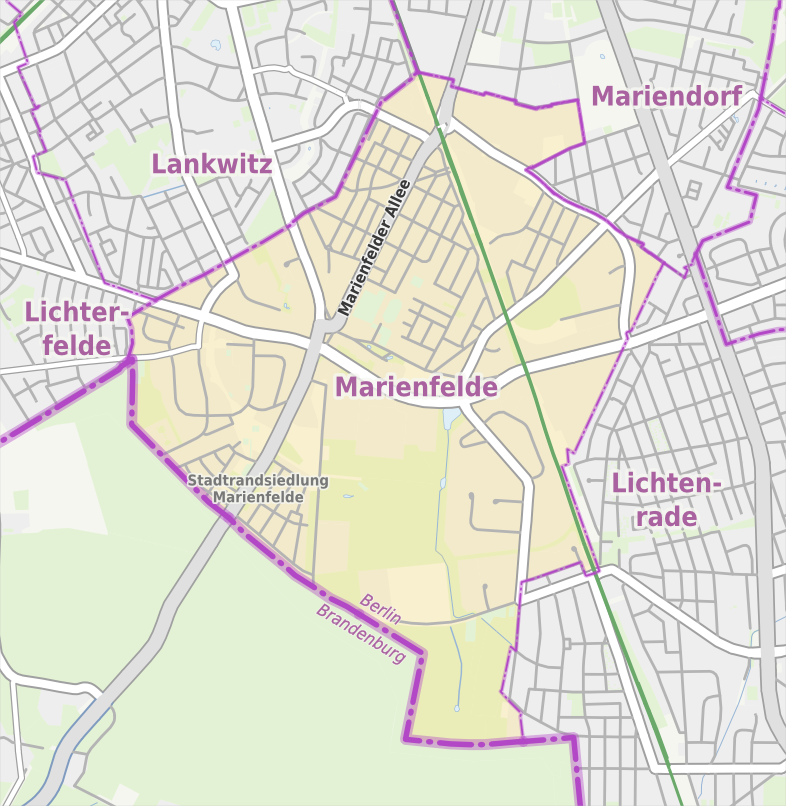
Übersichtskarte von Berlin-Marienfelde

Die Liste der Straßen und Plätze in Berlin-Marienfelde ist eine Übersicht der in dem Berliner Ortsteil Marienfelde im Bezirk Tempelhof-Schöneberg historisch oder gegenwärtig vorhandenen Straßen und Plätze. Gleichzeitig ist diese Zusammenstellung eine der Listen aller Berliner Straßen und Plätze.

## Überblick

Straßensystem in und um Marienfelde (um 1890)

Marienfelde hat 32.365 Einwohner (Stand: 31. Dezember 2024) und umfasst die Postleitzahlenbereiche 12277, 12279, 12249. Der Ortsteil hat laut amtlichem Straßenverzeichnis 114 gewidmete Straßen. Das öffentliche Straßennetz im Ortsteil beträgt 52,9 Kilometer, dabei bleiben allerdings Wege in Kolonien und Privatstraßen unbeachtet.
Durch den Ortsteil führt die Bundesstraße 101 entlang der Großbeerenstraße (von Kreuzberg kommend) und der Marienfelder Allee. Das Hauptstraßensystem wird durch die Malteser Straße von Lankwitz her und den Straßenzug Säntisstraße und Motzener Straße über den Buckower Damm hinweg, sowie Daimlerstraße und Richard-Tauber-Damm mit Anschluss an den Buckower Damm ergänzt. Vervollständigt wird das System der Hauptstraßen durch den Ost-West-Straßenzug Hildburghauser Straße, Nahmitzer Damm und Buckower Chaussee, der als südliche Rand- und Umgehungsstraße nach dem Mauerbau an Bedeutung gewann und als Verbindung zwischen B 96 und Zehlendorf ausgebaut wurde. Nach der Wende wurde die Marienfelder Allee als B 101 mit zwei zweispurigen Fahrbahnen ausgebaut als Verbindung ins südliche Brandenburg. Dabei steht die B 101 nach ihrem Ausbau in den 2010er Jahren auch als Autobahnzubringer zum Berliner Ring zur Verfügung. Die Marienfelder Allee als Chaussee nach Großbeeren war bis zur Bildung von Groß-Berlin im Jahr 1920 als Kreis-Chaussee eingestuft. Ihre Bedeutung bestand schon 1865 darin die Berlin-Cottbuser mit der Potsdam-Großbeerener Staatsstraße zu verbinden. In mehreren Marienfelder Straßennamen steht „Damm“ für besondere Maßnahmen, um im feuchten Gelände Straßen zu führen. Nach der Villenkolonie in der Nähe des Bahnhofs Marienfelde werden um 1934 die Straßen der Stadtrandsiedlung im Süden um die Marienfelder Allee bebaut.

„Mit der Inbetriebnahme des Teltowkanals im Jahr 1906 und der damit verbundenen industriellen Ansiedlung begann auch für Tempelhof, Mariendorf und Marienfelde ein wirtschaftlicher Aufwärtstrend, ein Bevölkerungsanstieg und in der Folge eine stärkere Anbindung an Berlin.“

Die einzige in Marienfelde verkehrende Strecke der Straßenbahn führte im äußersten Nordosten durch die Großbeerenstraße und Daimlerstraße. Sie wurde am 19. November 1925 in Betrieb genommen und zunächst von der aus Niederschönhausen kommenden Linie 199 bedient. Ab 1938 ergänzte die Linie 15 in Richtung Neukölln das Angebot. Am 1. Juli 1966 wurde die Strecke eingestellt. Die Oberleitungsbus-Linie A32 fuhr von 1935 bis 1965 von Steglitz über Malteserstraße und Marienfelder Allee bis zum Bahnhof Marienfelde.
Im Ortsteil setzen sich vergleichsweise viele Straßen über die Ortsteilgrenze fort. Auch die Schaffung von Trabantenvierteln und geänderte Straßenführungen brachten eine Umbenennung oder die Entstehung von Stichstraßen als Straßenenden mit sich. So kreuzen sich die Malteserstraße und die Marienfelder Allee nicht direkt, sondern enden als Sackgassen während die Kreuzung etwas westlicher zwischen der Hildburghauser und der Friedenfelser Straße erfolgt und die Straße 427 die Marienfelder Allee dorthin führt.

„Marienfelde, Pfarrdorf im Teltowschen Kreise, 1 1⁄2 M[eilen] von Berlin entfernt, und 1⁄2 M hinter vorigem Dorf [Mariendorf] an der Landstraße nach Groß-Beeren, hat 260 Einwohner.“

## Übersicht der Straßen und Plätze
Die nachfolgende Tabelle gibt eine Übersicht über die vorhandenen Straßen und Plätze im Ortsteil sowie einige dazugehörige Informationen.
- Name/Lage: aktuelle Bezeichnung der Straße oder des Platzes. Über den Link Lage kann die Straße oder der Platz auf verschiedenen Kartendiensten angezeigt werden. Die Geoposition gibt die Lage der ungefähren Mitte der Straßenlänge an.
- Im amtlichen Straßenverzeichnis nicht aufgeführte Verkehrswege sind mit * gekennzeichnet.
- Ehemalige oder nicht mehr gültige Straßennamen sind kursiv gesetzt. Für bedeutende ehemalige Straßen oder historische Straßennamen ist gegebenenfalls eine gesonderte Liste vorhanden.
- Länge/Maße in Metern:
Die in der Übersicht enthaltenen Längenangaben sind  gerundete Übersichtswerte, die in Google Earth mit dem dortigen Maßstab ermittelt wurden. Sie dienen Vergleichszwecken und werden, sofern amtliche Werte bekannt sind, ausgetauscht und gesondert gekennzeichnet.
Bei Plätzen sind die Maße in der Form a × b für rechteckige Anlagen und für (ungefähr) dreieckige Anlagen als a × b × c mit a als längster Seite angegeben.
Sofern die Straße auch in benachbarte Ortsteile weiterführt, gibt der Zusatz ‚im Ortsteil‘ an, wie lang der Straßenabschnitt innerhalb des Ortsteils dieses Artikels ist.
- Namensherkunft: Ursprung oder Bezug des Namens.
- Anmerkungen: weitere Informationen über anliegende Baudenkmale oder Institutionen, die Geschichte der Straße und historische Bezeichnungen.
- Bild: Foto der Straße oder eines anliegenden Objektes.

| Name/Lage                         | Länge/Maße (in Metern)           | Namensherkunft | Datum der Benennung | Anmerkungen | Bild |
| --------------------------------- | -------------------------------- | --- | ------------------- | --- | --- |
| Ahrensdorfer Straße (Lage)        | 0340                             | Ahrensdorf, Ort im Kreis Teltow-Fläming | 5. Apr. 1934        | Die Straße liegt zwischen Tirschenreuther Ring und Marienfelder Allee (zu der sie nicht durchführt). Vor 1914 als Osdorfer Weg bis zur Stadtgrenze ausgewiesen wurde am 1. April 1971 der westliche Teil mit der Straße 426 zur Waldsassener Straße umbenannt und der mittlere Teil in Pfabener Weg. Von da (Wiesauer Straße) zum verbliebenen Teil liegt ein Park mit Sportstätten. Am 1. Oktober 1973 wurde die Straße 460 in die Ahrensdorfer Straße einbezogen. | Ahrensdorfer Straße |
| Albanstraße (Lage)                | 0390                             | Ernst Alban (1791–1856), Mediziner und Ingenieur | 4. Aug. 1930        | Die Straße liegt zwischen Wehnert- und Säntisstraße südlich der Bahntrasse in Verlängerung der Bahnstraße. | Albanstraße |
| Alt-Marienfelde (Lage)            | 0660                             | Der alte Ortskern von Marienfelde | 31. Aug. 1949       | Die historische Dorfstraße des Angerdorfs um die 1220 erbaute (älteste Berliner) Dorfkirche wurde wie in anderen Ortsteilen mit dem Vorsatz „Alt-“ umbenannt. Der Ortskern um Alt-Marienfelde steht als Gebäudeensemble unter Denkmalschutz. | Alt-Marienfelde: Gutshaus · Alt-Marienfelde Haus 37                                                                            |
| Am Horstenstein (Lage)            | 0290                             | Horstenstein: Pfarracker und Vorwerk in Marienfelde | 13. Feb. 1957       | Horstenstein wurde erstmals 1839 als Vorwerk des von Beyer erwähnt und gehörte zum Gut Marienfelde. Im Jahr 1858 lebten dort 15 Personen, 1861 gab es zwei Wohn- und zwei Wirtschaftsgebäude. Die Horstensteiner Straße war die Straße zwischen Vorwerk und Gut. Die jetzige Straße, vorher als Straße 300 eingerichtet, liegt zwischen Tullaweg und Wehnertstraße. | Am Horstenstein |
| An den Klostergärten (Lage)       | 0270                             | Nach den Gärten des Klosters „Vom Guten Hirten“ | 15. März 1978       | Ein Fahrweg der südlich vom Hanielweg abgeht und weiter als Fußweg zur Malteser Straße. | An den Klostergärten |
| An der Dorfkirche (Lage)          | 0140                             | Nach der Dorfkirche auf dem Dorfanger | 15. Okt. 1970       | Die Kirchstraße wurde durch den Bau des Sportplatzes getrennt, so wurde der südliche Teil, eine Stichstraße ab Alt-Marienfelde, neu benannt. | An der Dorfkirche |
| An der Heilandsweide (Lage)       | 0770                             | nach der Silberweide und ihrer Sage | 1. Nov. 1953        | Die Silberweide am Feldweg nach Horstenstein war morsch und 1952 wurde ein neuer Baum gepflanzt. Die Straße liegt zwischen Marienfelder Allee und Greulichstraße, ein Fuß- und Radweg gleichen Namens führt weiter zur Wehnertstraße. | An der Heilandsweide |
| Bahnstraße (Lage)                 | 0540                             | Bahnhof Marienfelde seit 1875 | 1900 bis 1903       | Die Straße verläuft südlich der Bahntrasse zwischen Marienfelder Allee und Wehnertstraße. Eine Gedenktafel erinnert an den Geschwindigkeitsweltrekord im Rahmen von Drehstrom-Schnellfahrversuchen der Studiengesellschaft für Elektrische Schnellbahnen (ST.E.S.) am 28. Oktober 1903. | Bahnstraße · Bahnstraße 6: Gedenktafel zum Eisenbahnweltrekord                                                                 |
| Barlachweg (Lage)                 | 0100                             | Ernst Barlach (1870–1938), Bildhauer und Grafiker | 1. Feb. 1966        | Als Straße 423 eingerichtet ist es eine Stichstraße zwischen Tullaweg und dem anliegenden Sportplatz. | Barlachweg |
| Baußnernweg (Lage)                | 0260                             | Waldemar Edler von Baußnern (1866–1931), Komponist | 13. Dez. 1934       | Als Straße 109 eingerichtet liegt er zwischen Kronstädter Weg und Marienfelder Chaussee. Sie kreuzt den Manntzgraben. | Baußnernweg |
| Belßstraße (Lage)                 | 0440 (im Ortsteil)               | Frank Belß (1841–1919), Marienfelder Kommunalpolitiker | 31. Juli 1947       | Die Straße liegt zwischen der Marienfelder Allee / Bahnstraße und der Malteser Straße in Lankwitz. Die Ortsteilgrenze liegt an der Ostseite der Friedrichrodaer Straße. Die Gesamtanlage der Siedlung Mariengarten steht als Gebäudeensemble unter Denkmalschutz. An der Ecke zur Marienfelder Allee erinnert ein Gedenkstein an den jüdischen Mediziner Moritz Jacobsohn | Belßstraße · Belßstraße 1 – Gedenktafel für Moritz Jacobsohn                                                                   |
| Benzstraße (Lage)                 | 0550                             | Carl Benz (1844–1929), Ingenieur und Autopionier | 4. Aug. 1930        | Eine unbenannte Stichstraße von der Daimlerstraße parallel zum Martiusweg wurde bei der Widmung benannt. Bei Umbauten nördlich der Säntisstraße änderte sich die Trasse und am 13. Februar 1957 wurde die Industriestraße sowie eine neu gebaute Straße in die Benzstraße einbezogen. Sie liegt zwischen dem Gewerbe am Bahndamm und der Daimlerstraße. | Benzstraße |
| Beyrodtstraße (Lage)              | 0780                             | Otto Beyrodt (1870–1923), Kommunalpolitiker | 26. Juli 1927       | In die vorherige Straße 172 wurde am 4. August 1930 ein weiterer Teil einbezogen, sie liegt zwischen Emilienstraße und Hanielweg. | Beyrodtstraße |
| Bistritzer Pfad (Lage)            | 0140                             | Bistritz, Stadt in Siebenbürgen (Rumänien) | 4. Apr. 1934        | Als Straße 108 eingerichtet liegt sie als Stichstraße beidseits vom Klausenburger Pfad, südlich bis an die Stadtgrenze (Mauerweg) nach Norden setzt sich der Manntzgraben fort. | Bistritzer Pfad |
| Bleichertstraße (Lage)            | 0410                             | Adolf Bleichert (1845–1901), Unternehmer der größten Seilbahnfabrik | 23. Nov. 1933       | Die Straße 42 und Straße 43 wurden umbenannt, am 1. Februar 1968 wurde die Straße 443 und der Teil der Kaiserallee bis zur Kirchstraße einbezogen. Die Straße liegt zwischen Hranitzky- und Kirchstraße. Das Haus 35 stammt vom Architekten Möhring. | Bleichertstraße |
| Blohmstraße (Lage)                | 0080 (im Ortsteil)               | Hermann Blohm (1848–1930), Mitbegründer von Blohm + Voss | 4. Aug. 1930        | Zu Marienfelde gehört nur ein kurzer Abschnitt westlich der Egestorffstraße, der als Wanderweg weiter führt. Der weitaus größte Teil der Straße liegt zwischen der Egestorffstraße und dem Erich-Hermann-Platz in Lichtenrade, wo die dortige Viktoriastraße 1957 einbezogen wurde. | Blohmstraße |
| Brandaustraße (Lage)              | 0450                             | Karl Brandau (1849–1917), Eisenbahn-Bauingenieur | 4. Aug. 1930        | Die vorherige Straße 9 liegt zwischen Daimler- und Säntisstraße. | Brandaustraße |
| Bruno-Möhring-Straße (Lage)       | 0340                             | Bruno Möhring (1863–1929), Architekt und Designer des Jugendstils | 1. Sep. 1973        | Vor 1904 als Parallelstraße benannt liegt sie zwischen Belßstraße und Hranitzkystraße. | Bruno-Möhring-Straße |
| Buckower Chaussee (Lage)          | 0680 (im Ortsteil)               | Verbindungsweg zum Nachbarort Buckow | nach 1907           | Der historische Weg nach Buckow liegt zwischen Alt-Marienfelde/Säntisstraße und Grenze zu Lichtenrade, er führt weiter bis zum Lichtenrader Damm und als Marienfelder Chaussee bis Buckow. | Buckower Chaussee: S-Bahnhof südlich der Straßenquerung                                                                        |
| Culemeyerstraße (Lage)            | 0120                             | Johann Culemeyer, (1883–1951), Ingenieur, bekannt durch das Schwerlaststraßenfahrzeug seines Namens | 4. Nov. 1976        | Die Culemeyerstraße war eine Privatstraße des öffentlichen Verkehrs zum Güterbahnhof Marienfelde. Auf Vorschlag des Reichsbahnvermögensamtes erfolgte die Benennung und wurde am 4. November 1976 bekanntgegeben. Sie ist eine Stichstraße westlich vom Richard-Tauber-Damm. | Culemeyerstraße |
| Daimlerstraße (Lage)              | 0810 (im Ortsteil)               | Gottlieb Daimler (1834–1900), Konstrukteur und Unternehmer | 23. März 1925       | Die Straße liegt zwischen Säntis- und Großbeerenstraße, im östlichen Teil gehört die Nordseite nicht zum Ortsteil. Als Straße 130 angelegt führte sie 1929 bis zur Säntisstraße und 1938 bis zur Kettinger Straße und war zwischen 1929 und 1935 einbezogen worden. Am 1. Juli 1977 wurde nach einer Trassenänderung der Mariendorfer Teil zwischen Grimmingweg und Kettinger Straße in Föttinger Zeile umbenannt. Baudenkmal: Maschinenfabrik Fritz-Werner-Werk. Durch die westliche Daimlerstraße fuhr bis 1966 die einzige in Marienfelde verkehrende Straßenbahnlinie. Die ehemalige Wendeschleife an der Ecke Birnhornweg wurde zur Nutzung durch Busse asphaltiert, ihre Lage ist noch heute im Stadtbild zu erkennen. | Daimlerstraße: Zentrale von Reichelt · Straßenbahnzug der Linie 15 in der Daimlerstraße, zwei Wochen vor der Einstellung, 1966 |
| Diedersdorfer Weg (Lage)          | 1490                             | Diedersdorf, Ort im Landkreis Teltow-Fläming (Brandenburg) | vor 1930            | Der Diedersdorfer Weg wurde zwischen 1929 und 1930 benannt und liegt zwischen Marienfelder Allee und den Tilkeroder Weg bis an die Stadtgrenze östlich um die Stadtrandsiedlung Marienfelde. | Diedersdorfer Weg |
| Domagkstraße (Lage)               | 0250                             | Gerhard Domagk (1895–1964) Bakteriologe und Medizin-Nobelpreisträger im Jahr 1939 | 24. Apr. 1969       | Die vorherige Straße 406 liegt zwischen Marienfelder Allee und Kirchstraße. | Domagkstraße |
| Dr.-Jacobsohn-Promenade (Lage)    | 0290                             | Moritz Jacobsohn (1880–1961), jüdischer Mediziner in Marienfelde | 25. Apr. 1991       | Der Fußgänger- und Radfahrweg liegt zwischen Maximilian-Kaller- und Friedenfelser Straße, er war vorher Teil der Straße 427. | Dr.-Jacobsohn-Promenade · Dr.-Jacobsohn-Promenade: Fischotter von Rose-Maria Stiller. 1983, Bronze. Im Klosterteich            |
| Egestorffstraße (Lage)            | 0280 (im Ortsteil)               | Georg Egestorff (1802–1868), Industrieller | um 1931             | Die Straße in Verlängerung der Motzener Straße liegt zwischen Schichauweg und Dinnendahlstraße in Marienfelde, allerdings ohne die östliche Bebauung und deren Seitenstraßen. Sie setzt sich in Lankwitz fort. Im Juni 1929 wurde der Bebauungsplan für dieses Marienfelder Terrain vorgestellt. Am 30. Januar 1933 erfolgte die Korrektur des Straßennamens von Egerstorff- in Egestorffstraße. Am 1. April 1969 wurde der Abschnitt zwischen dem Poleigrund und dem Schichauweg in Motzener Straße umbenannt. | Egestorffstraße |
| Emilienstraße (Lage)              | 0450                             | Emilie Henriette Kiepert, geb. Beer, (1824–1901), Ehefrau des Gutsbesitzers | vor 1905            | Das Landhaus Marienfelde in der Emilienstraße 17 ein Baudenkmal wurde vom Jugendstil-Architekten Bruno Möhring für den damaligen Benz-Direktor Karl Schippert erbaut. Die Straße liegt zwischen Kiepertplatz und Welterpfad. | Emilienstraße: Wohnhaus von Heinrich Lübke                                                                                     |
| Erbendorfer Weg (Lage)            | 0170                             | Erbendorf, Stadt im Landkreis Tirschenreuth (Bayern) | 1. Dez. 1970        | Die vorherige Straße 459 ist eine Stichstraße vom Tirschenreuther Ring und schließt die Hochhäuser an. | Erbendorfer Weg |
| Estersstraße (Lage)               | 0180                             | Karl Esters (1873–1927), Kommunalpolitiker, Generaldezernent für die Rieselgüter Berlins | 4. Aug. 1930        | Die Straße liegt zwischen der Belß- und der Emilienstraße. Schon 1907 lag nicht weit östlich der heutigen Estersstraße die Gartenseite mit damals schon bebauten Grundstücken. Die Straße selbst, als Straße 177 geplant, wurde 1930 gebaut. Die gesamte westliche Straßenseite wurde um 1933 mit Häusern der Gemeinnützigen Baugesellschaft Mariengarten bebaut, steht jedoch im Unterschied zu den gleichzeitig erbauten Häusern in der Nachbarstraße nicht unter Denkmalschutz. | Estersstraße |
| Fleschweg (Lage)                  | 0170                             | Hans Flesch (1896–1945), Mediziner und Rundfunkpionier, Opfer des NS-Regimes | 1. Juli 1970        | Als Straße 7 eingerichtet liegt sie zwischen Mauserstraße und Hossauer Weg. | Fleschweg |
| Föttingerzeile (Lage)             | 0170 (im Ortsteil)               | Hermann Föttinger (1877–1945), Elektroingenieur, Erfinder der Föttinger-Kupplung | 1. Juli 1977        | Bei der Neugestaltung im Zuge der Daimlerstraße wurde ein Teil überbaut und der Teil zwischen Grimmingweg und Kettinger Straße 1977 umbenannt. Die Nordseite der Zeile außer Grundstück 40 gehört zu Mariendorf und gegenüber von Grundstück 24 liegt die Grenze zum Ortsteil Lichterfelde. | Föttingerzeile |
| Friedenfelser Straße (Lage)       | 0350                             | Friedenfels, Gemeinde im Landkreis Tirschenreuth (Bayern) | 15. Aug. 1990       | Die Straße 481 wurde 1990 in Friedenfelser Straße umbenannt. Bei der Umgestaltung der Kreuzung Nahmitzer Damm / Marienfelder Allee wurde der Straßenzug zwischen den abseitigen Teilen von Malteser Straße (nördlich) und der Marienfelder Allee (südlich der Kreuzung) neu benannt. Am 30. Januar 2009 wurde die Straße 490 einbezogen. | Friedenfelser Straße |
| Friedrichrodaer Straße (Lage)     | 0960 (im Ortsteil)               | Friedrichroda, Stadt im Landkreis Gotha (Thüringen) | 20. Okt. 1932       | Die Straße liegt zwischen Keffenbrinkweg und Malteserstraße, jedoch gehört nur die Ostseite bis zur Trachenbergstraße zu Marienfelde, die östliche Grundstücksgrenze ist die Grenze zu Lankwitz. Am 1. Oktober 1963 wurde der Lankwitzer Abschnitt der Kiepertstraße zwischen Malteserstraße und Friedrichrodaer Straße einbezogen. | Friedrichrodaer Straße |
| Friesdorfer Pfad (Lage)           | 0220                             | Friesdorf, Ortsteil von Mansfeld (Sachsen-Anhalt) | 19. Okt. 1934       | Als Straße 128 eingerichtet, liegt er zwischen Wippraer Weg und Meisdorfer Pfad / Hermeroder Weg in der Stadtrandsiedlung. | Friesdorfer Pfad |
| Fritz-Werner-Straße (Lage)        | 0380 (im Ortsteil)               | Fritz Werner (1865–1939), Firmengründer einer Maschinenfabrik in Marienfelde | 23. März 1925       | Die Straße, vorher als Straße 72, liegt zwischen der Mariendorfer Frieden- und der Daimlerstraße, zum Ortsteil gehört der Teil ab Untertürkheimer Straße (Ortsteilgrenze) durch das Gewerbegebiet zur Daimlerstraße. Baudenkmal: Maschinenfabrik Fritz-Werner-Werk | Fritz-Werner-Straße |
| Fuchsmühler Weg (Lage)            | 0300                             | Fuchsmühl, Markt und Erholungsort im Landkreis Tirschenreuth (Bayern) | 15. Nov. 2006       | Vorher mit Straße 461 benannt liegt sie zwischen Pfabener und Baußner Weg. Er ist zwar durchgehend einspurig asphaltiert mit begrüntem Randstreifen, aber von beiden Seiten als Stichstraße markiert. Das Straßenschild wurde am 1. März 2007 enthüllt. | Fuchsmühler Weg |
| Gebertstraße (Lage)               | 0250                             | Gebert, Mühlenbesitzerfamilie in Marienfelde | 13. Feb. 1957       | In den Ortschroniken wird eine Marienfelder Mühle bereits 1373 erwähnt. Als Straße 40 eingerichtet liegt sie zwischen Intzestraße und Sameiskystraße. | Gebertstraße |
| Greizer Straße (Lage)             | 0310                             | Greiz, Kreisstadt in Thüringen | 1. Aug. 1965        | Die Straße 147 und Straße 442 wurden gemeinsam umbenannt. Sie liegt im Bogen zwischen Stadtilmer Weg und Kruseweg. | Greizer Straße |
| Greulichstraße (Lage)             | 0840                             | Friedrich Greulich (1865–1946), Maurer und Kommunalpolitiker | 20. Apr. 1948       | Vor 1902 als Adolfstraße benannt erhielt sie nach dem Zweiten Weltkrieg ihren Namen nach dem unbesoldeten SPD-Stadtrat in Tempelhof. Sie liegt zwischen Kiepertplatz und Domagkstraße. | Greulichstraße |
| Grillostraße (Lage)               | 0400                             | Friedrich Grillo (1825–1888), Industrieller im Ruhrgebiet | 4. Aug. 1930        | Als Straße 47 eingerichtet liegt sie zwischen Albanstraße und Scheideggweg / Ecke Säntisstraße. | Grillostraße |
| Großbeerenstraße (Lage)           | 0320 (im Ortsteil)               | Großbeeren, Gemeinde im Landkreis Teltow-Fläming (Brandenburg), Zielort der Straße | vor 1905            | Die ehemalige Heer- und Handelsstraße von Berlin über Marienfelde nach Großbeeren ist unter ihrem jetzigen Namen im Jahre 1900 noch nicht, aber 1905 für den Ortsteil Mariendorf-Südende ausgewiesen. Die Straße liegt zwischen der Mariendorfer Ring- und Rathausstraße und der Dresdener Bahn an der Karl-Theodor-Schmitz-Brücke, hier geht sie in die Marienfelder Allee über. Sie ist Teil der Bundesstraße 101. Das Grundstück 174/184 auf der westlichen Straßenseite gehört schon, die 169a auf der Ostseite noch nicht zu Marienfelde. | Großbeerenstraße |
| Hanielweg (Lage)                  | 0580                             | Franz Haniel (1779–1868), Unternehmer im Ruhrgebiet | 4. Aug. 1930        | Als Straße 143 in Marienfelde 1930 benannt wurde die Verlängerung Straße 68a in Lankwitz am 11. März 1937 einbezogen. Der Weg liegt zwischen Marienfelder Allee und Pappritzstraße, dabei liegt der Abschnitt bis zur Friedrichrodaer Straße in Marienfelde. Mehrfache literarische Erwähnung erfährt er im Roman Winterspelt von Alfred Andersch. | Hanielweg |
| Hermannstadter Weg (Lage)         | 0360                             | Hermannstadt, Stadt in Siebenbürgen (Rumänien) | 4. Apr. 1934        | Als Privatstraße 110 angelegt liegt er zwischen Baußnereg und über den Klausenburger Pfad als Stichstraße zur Stadtgrenze. | Hermannstadter Weg |
| Hermeroder Weg (Lage)             | 0370                             | Hermerode, Ortsteil von Mansfeld (Sachsen-Anhalt) | 13. Juli 1934       | Als Straße 129 angelegt liegt der Weg zwischen Friesdorfer Pfad und Tilkeroder Weg. | Hermeroder Weg |
| Hildburghauser Straße (Lage)      | 1200 (im Ortsteil)               | Hildburghausen, Kreisstadt in Thüringen | 20. Aug. 1917       | Die Straße wurde zunächst in Lankwitz benannt. 1933 wurden die Marienfelder Straße in Lichterfelde und die Lichterfelder Straße in Mariendorf einbezogen. Am 1. August 1965 wurde der Lichterfelder Ring bis 21. April 1932 Lichterfelder Straße ebenfalls einbezogen. Die Straße liegt zwischen Osdorfer Straße (durch den S-Bahnhof unterbrochen) und der alten Führung der Marienfelder Allee (über die Kreuzung mit der Friedenfelser Straße hinweg), die Ortsteilsgrenze liegt an der Altenburger Straße (Lankwitz). | Hildburghauser Straße: Supermarkt                                                                                              |
| Hirzerweg (Lage)                  | 0290 (im Ortsteil)               | Hirzer, Gipfel der Sarntaler Alpen in Südtirol (Italien) | 4. Aug. 1930        | Der Weg wird im Bebauungsplan als Straße 133 bezeichnet, er liegt zwischen Freiberg- und Daimlerstraße in Mariendorf, zu Marienfelde gehört nur die Westseite zwischen Untertürkheimer und Titlisstraße. | Hirzerweg |
| Hollabergweg (Lage)               | 0520 (im Ortsteil)               | Laut Kauperts benannt nach dem Hollaberg, 773 Meter hoher Berg im Bayerischen Wald bei Weißenstein (Regen). Der heißt allerdings „Hollerberg“, zumindest nach heutiger Schreibweise, wogegen es einen „Hollaberg“ nur in Österreich gibt. | 4. Aug. 1930        | Der Hollabergweg, davor Straße 112, wurde 1930 benannt und führte in Mariendorf von der Titlisstraße zur Ortsteilgrenze an der Daimlerstraße. Am 24. Januar 1938 wurde er darüber hinaus nach Marienfelde bis zum Fleschweg verlängert (davor: Straße 7). Zwischen Birnhornweg und Daimlerstraße wendete bis 1966 die Straßenbahn, seit dem Umbau zur Bus-Wendestelle (unteres Bild) ist der Hollabergweg an dieser Stelle nur noch ein schmaler Fußweg (vor dem Zaun am rechten Bildrand). | Hollabergweg |
| Hossauerweg (Lage)                | 0580                             | Johann George Hossauer (1794–1874), Unternehmer und Erfinder | 4. Aug. 1930        | Als Straße 4 eingerichtet wurde sie 1930 benannt und am 13. Februar 1957 wurde ein Teil der Industriestraße einbezogen. Er liegt zwischen Daimler- und Säntisstraße. | Hossauerweg |
| Hranitzkystraße (Lage)            | 0800                             | Alexander Hranitzky (1831–1905), besaß eine hiesige Baumschule | vor 1905            | Hranitzky erschloss ein von Adolf Kiepert erworbenes Gelände und gründete 1888 die Kolonie „Neu-Marienfelde“. 1905 verlief die Straße zwischen Marienfelder Allee und Bahnstraße, bis 1938 wurde sie etappenweise zur Ortsteilgrenze an der Friedrichrodaer Straße verlängert. Bahnstraße und Bleichertstraße bis Friedrichrodaer Straße und Wichurastraße. | Hranitzkystraße 2 |
| Imhoffweg (Lage)                  | 0160                             | Karl Imhoff (1876–1965), Bauingenieur, entwickelte den Emscherbrunnen | 1. Feb. 1994        | Als Straße 467 in der Nähe des Klärwerks angelegt erschließt sie Anliegergewerbegrundstücke vom Schichauweg nordwärts. | Imhoffweg |
| Intzestraße (Lage)                | 0350                             | Otto Intze (1843–1904), Erfinder des Intze-Prinzips | 3. Nov. 1938        | Als Straße 38 angelegt liegt sie zwischen Wehnertstraße und Tullaweg. An beiden Endstraßen geht sie noch als Stichstraße weiter. | Intzestraße |
| Kaiserallee (Lage)                | 0830                             | Wilhelm II. (1859–1941), Deutscher Kaiser | vor 1905            | Die Straße war 1905 schon verzeichnet und liegt zwischen Kirch- und der Ortsgrenze an der Friedrichrodaer Straße. | Kaiserallee |
| Kiepertplatz (Lage)               | 090 × 30                         | Adolf Kiepert (1820–1892), Besitzer des Marienfelder Ritterguts und Kommunalpolitiker | vor 1905            | Der Platz liegt zwischen Bahn-, Emilien-, Kiepert- und Greulichstraße. Die Oberleitungsbus-Linie A32 fuhr von 1935 bis 1965 über den Kiepertplatz in Richtung Bahnhof Marienfelde, anschließend bis Mitte der 1980er Jahre als normale Buslinie. | Kiepertplatz |
| Kiepertstraße (Lage)              | 0660                             | Adolf Kiepert (1820–1892), Besitzer des Marienfelder Ritterguts und Kommunalpolitiker | vor 1905            | Vor 1905 eingerichtet, wurde am 20. Oktober 1932 bis zum Welterpfad und am 1. Dezember 1963 der Abschnitt zwischen Welterpfad und Friedrichrodaer Straße einbezogen. Vom Kiepertplatz zur Marienfelder Allee ist sie nicht durchgehend. | Kiepertstraße |
| Kirchstraße (Lage)                | 0830                             | Nach der um 1220 errichteten Dorfkirche | vor 1900            | Sie liegt zwischen der Bahnstraße und Domagkstraße, durch den Bau eines Sportplatzes wurde sie 1970 unterbrochen, der südliche Teil bis Alt-Marienfelde erhielt den Namen An der Dorfkirche. | Kirchstraße |
| Klausenburger Pfad (Lage)         | 0450                             | Klausenburg, Stadt in Siebenbürgen (Rumänien) | 4. Apr. 1934        | Als Straße 121 eingerichtet liegt sie als verkehrsberuhigte Zone zwischen Kronstadter Weg und Marienfelder Allee mit Verbindung zur Allee. | Klausenburger Pfad |
| Kronstadter Weg (Lage)            | 0380                             | Kronstadt, Stadt im südlichen Siebenbürgen (Rumänien) | 4. Apr. 1934        | Vorher als Straße 112 eingerichtet schließt er an den Fuchsmühler Weg als Privatstraße an und verläuft (über den Klausenburger Pfad) zur Stadtgrenze als Stichstraße an den Mauerweg. | Kronstadter Weg |
| Kruseweg (Lage)                   | 0300                             | Bruno Kruse (1855–1934), Bildhauer, schuf Bronzefiguren und Marmorbüsten und war als Mitarbeiter Schillings am Niederwalddenkmal beteiligt                                                                                                | 1. Nov. 1953        | Als Straße 148 angelegt liegt er zwischen Hildburghauser Straße und Lichtenfelder Ring. Kruse ist auf dem Friedhof Marienfelde beigesetzt. | Kruseweg |
| Lichterfelder Ring (Lage)         | 0300 (im Ortsteil)               | Lichterfelde, Nachbarort | 21. Apr. 1932       | Der Ring verband als Landweg Marienfelde und Lichterfelde. Unter diesem Namen wurde der in Lichterfelde gelegene Landweg, der Teltower Weg und ein Teil der Lichterfelder Straße in Marienfelde zusammengefasst und am 1. August 1965 wurde ein Teil in die Hildburghauser Straße einbezogen. Im Ortsteil liegt er zwischen Waldsassener Straße und vor dem Beginn der Siedlung am Lechtaler Weg. | Lichterfelder Ring |
| Luckeweg (Lage)                   | 0530                             | August Ferdinand Lucke (1845–1906), Kommunalpolitiker und arbeitete bei Kiepert für die Gemeinde Marienfelde | 1. Apr. 1953        | Als Straße 130 eingerichtet wurde am 1. Juli 1976 auch die Verlängerung Straße 447 einbezogen, er liegt am Manntzgraben zwischen Ahrensdorfer Straße und im Bogen zum Tirschenreuther Ring. | Luckeweg |
| Malteserstraße (Lage)             | 0750 (im Ortsteil)               | Malteserorden, katholischer Ritterorden | 21. Juli 1960       | Die Straße liegt zwischen der Lankwitzer Mühlenstraße und als Stichstraße endend vor der Straße 427. Die Lankwitzstraße in Marienfelde und die Marienfelder Straße in Lankwitz wurden 1960 in Malteserstraße umbenannt. BD: Kloster und Kirche von Josef Lückerath (1903–1905). | Malteserstraße |
| Manntzstraße (Lage)               | 0190                             | Ferdinand Manntz (1838–1915), Landwirt und Gemeindevorsteher, einziger Ehrenbürger der Gemeinde Marienfelde | 27. Juli 1927       | Als Straße 173 eingerichtet liegt sie zwischen Kaiserallee und Hanielweg. | Manntzstraße |
| Marienfelder Allee (Lage)         | 1380                             | Als Allee in Nord-Süd-Trasse durch Marienfelde | 31. Aug. 1949       | 1907 hieß sie Chausseestraße, vor 1912 wurde sie in Berliner Straße umbenannt. Durch das Groß-Berlin-Gesetz kam sie zu Berlin, wo es jetzt mehrere Berliner Straßen gab, was 1949 zur erneuten Umbenennung führte. Sie ist der Teil der Bundesstraße 101 und liegt zwischen der Großbeerenstraße, mit der sie durch eine 1978 erbaute Unterführung verbunden ist, und der Stadtgrenze. Im Bereich der Kreuzung Nahmitzer Damm wird seit ca. 1987 der Straßenverkehr wenige Meter weiter westlich über andere Straßen geführt. | Marienfelder Allee: Eingang zur Erinnerungsstätte Notaufnahmelager Marienfelde · Marienfelder Allee                            |
| Martiusweg (Lage)                 | 0290                             | Carl Alexander von Martius (1838–1920), Chemiker, 1872 Mitbegründer der Aktiengesellschaft für Anilinfabrikation (Agfa) in Treptow | 4. Aug. 1930        | Als Straße 2 angelegt liegt er zwischen Brandau- und Benzstraße. | Martiusweg |
| Mauserstraße (Lage)               | 0730                             | Paul von Mauser (1838–1914), Waffenkonstrukteur und -fabrikant | 4. Aug. 1930        | Als Straße 8 angelegt liegt sie Daimler- und Säntisstraße. | Mauserstraße |
| Maximilian-Kaller-Straße (Lage)   | 0410                             | Maximilian Kaller (1880–1947), Theologe, Bischof von Ermland und Päpstlicher Sonderbeauftragter für die heimatvertriebenen Deutschen | 1. Okt. 1973        | Als Teil der Straße 427 schließt sie als Stichstraße an die Dr.-Jacobsohn-Promenade an und führt bis zur Ortsteilsgrenze in die Lankwitzer Tautenburger Straße. | Maximilian-Kaller-Straße |
| Meisdorfer Pfad (Lage)            | 0290                             | Meisdorf, Ort im Harzvorland | 13. Juli 1934       | Als Straße 127 in der Stadtrandsiedlung Marienfelde eingerichtet sind hier noch weitere Straßen nach Ortschaften aus dem Harzer Land benannt. Sie liegt zwischen Friesdorfer Pfad und Tilkeroder Weg. | Meisdorfer Pfad |
| Meßmerstraße (Lage)               | 0310                             | Jacob Friedrich Meßmer (1809–1881), Ingenieur und Konstrukteur | 3. Nov. 1938        | Als Straße 48 angelegt liegt sie zwischen Stegerwald- und Prechtlstraße. | Meßmerstraße |
| Miethepfad (Lage)                 | 0220                             | Adolf Miethe (1862–1927), Photochemiker und Pionier der Fototechnik | 1. Apr. 1975        | Die vorherige Lichterfelder Straße 51 wurde umbenannt und am 1. Februar 1994 Straße 489 in Marienfelde einbezogen. Im Ortsteil liegt nur diese Stichstraße nördlich des Poleigrundes bis zum Fußweg durch die Bahn, sowie alle bahnseitigen Grundstücke bis zum Schichauweg ohne die Straße selbst. | Der Miethepfad endet in einer Wendeschleife                                                                                    |
| Motzener Straße (Lage)            | 0240 teilweise nur Westseite     | Motzen, Ort im Landkreis Dahme-Spreewald (Brandenburg) | 1. Jan. 1963        | Der Lichtenrader Weg wurde zwischen 1918 und September 1925 benannt und 1963 umbenannt, am 1. April 1969 wurde eine neu angelegte Straße zwischen der Motzener Straße und dem Poleigrund sowie ein Abschnitt der Egestorffstraße einbezogen. Die Straße liegt zwischen Buckower Chaussee und Schichauweg, der westliche Straßenteil und die Grundstücke ab Poleigrund gehört zu Lichtenrade. Im nördlichen Teil hat eine Ringstraße ins Gewerbegebiet den gleichen Namen. Erwähnenswert sind unter der Adresse Motzener Straße 34 das Historische Leuchtenmuseum der Firma Semperlux und in der Motzener Straße 10a die weltweit agierende Firma Karl Rabofsky.                                                              | Motzener Straße an der Grenze zu Lichtenrade                                                                                   |
| Nahmitzer Damm (Lage)             | 1080                             | Nahmitz, Ort im Landkreis Potsdam-Mittelmark (Brandenburg) | 1. Juli 1973        | Als Straße 473 angelegt liegt er zwischen der Einbiegung des Buckower Damms und Marienfelder Allee (östlich der Kreuzung Hildburghauser/Friedenfelser Straße), er führt als in zwei Fahrbahnen je dreispurig ausgebaute Straße südlich um das Angerdorf Alt-Marienfelde. | Nahmitzer Damm: IBM-Haus |
| Nikolaus-Bares-Weg (Lage)         | 0250                             | Nikolaus Bares (1871–1935), Bischof von Hildesheim und Berlin, katholischer Theologe | 1. Apr. 1973        | Eine nordöstliche Stichstraße von der Maximilian-Kaller-Straße | Nikolaus-Bares-Weg |
| Nunsdorfer Ring (Lage)            | 0820                             | Nunsdorf, Ort im Landkreis Teltow-Fläming (Brandenburg) | 1. Sep. 1968        | Als Straße 457 angelegt, ist es eine Ringstraße östlich von und zur Motzener Straße. | Nunsdorfer Ring |
| Pansfelder Weg (Lage)             | 0460                             | Pansfelde, Ortsteil von Falkenstein/Harz (Sachsen-Anhalt) | 13. Juli 1934       | Als Straße 125 angelegt, liegt sie zwischen Wippraer und Tilkeroder Weg. | Pansfelder Weg |
| Pfabener Weg (Lage)               | 0200                             | Pfaben, Ortsteil von Erbendorf gehört zum Landkreis Tirschenreuth (Bayern) | 1. Okt. 1971        | Die Straße 462 wurde mit einem Teil der Ahrensdorfer Straße zusammengeführt und benannt. Er liegt zwischen Waldsassener und Wiesauer Straße. | Pfabener Weg |
| Poleigrund (Lage)                 | 0410 nur nördliche Straßenhälfte | alte Flurbezeichnung des hiesigen Hochmoors | 1. Nov. 1953        | Als Straße 92 angelegt liegt sie zwischen Miethepfad und Motzener Straße. Die Ortsteilgrenze zu Lichterfelde verläuft in der Mitte der Straße nur die nördliche Seite gehört zu Marienfelde. | Gebäude auf der Marienfelder Seite des Poleigrundes                                                                            |
| Prechtlstraße (Lage)              | 0200                             | Johann Joseph von Prechtl (1778–1854), Naturforscher, Gründungsmitglied der Akademie der Wissenschaften in Berlin | 1. Sep. 1962        | Als Straße 36 eingerichtet liegt sie zwischen Wehnert- und Meßmerstraße. | Prechtlstraße |
| Preßburger Pfad (Lage)            | 0130                             | Preßburg, Hauptstadt der Slowakischen Republik | 4. Apr. 1934        | Die Straße liegt zwischen Kronstadter und Hermannstadter Weg. Eine Weiterführung zur Marienfelder Allee existiert nicht. | Preßburger Pfad |
| Proellstraße (Lage)               | 0310                             | Wilhelm Rudolf Proell (1845–1892), Konstrukteur, Entwicklung der Regulatoren | 18. Jan. 1936       | Als Straße 45 angelegt liegt sie zwischen Stegerwald- und Prechtlstraße. | Proellstraße |
| Reinstedter Weg (Lage)            | 0550                             | Reinstedt, Ort im Landkreis Aschersleben-Staßfurt (Sachsen-Anhalt) | 13. Juli 1934       | Als Straße 132 angelegt liegt er zwischen Marienfelder Allee und (nicht durchgehend) dem Diedersdorfer Weg. | Reinstedter Weg |
| Richard-Tauber-Damm (Lage)        | 0870                             | Richard Tauber (1891–1948), österreichischer Sänger, Opfer des NS-Regimes | 1. Apr. 1975        | Als Straße 430 angelegt liegt er zwischen Säntisstraße und Buckower Chaussee. An Buckower Chaussee gehören deren Grundstücke 19–24 zu Lichtenrade und die Ortsteilgrenze liegt hier an der Ostseite des Damms. An der Säntisstraße gehören 80 Meter an der Nordseite der Straße zu Mariendorf. | Richard-Tauber-Damm |
| Rigistraße (Lage)                 | 0150                             | Rigi, Bergmassiv in der Zentralschweiz | 1. Dez. 1970        | Als Straße 458 angelegt liegt sie östlich der Zehrensdorfer Straße als Stichstraße ins Gewerbegebiet. | Rigistraße |
| Sameiskystraße (Lage)             | 0290                             | Sameisky, altansässige Schmiedefamilie in Marienfelde | 13. Feb. 1957       | Als Straße 39 angelegt liegt sie zwischen Wehnertstraße und Tullaweg, weiter als Stichstraße bis zum Sportplatz neben dem Friedhof. | Sameiskystraße |
| Säntisstraße (Lage)               | 0990 (im Ortsteil)               | Säntis, Berg in der Ostschweiz | 4. Aug. 1930        | Im Ortsteil hieß die Straße von 1907 bis 1930 Britzer Weg und wurde 1930 bei der Umbenennung mit der Mariendorfer Straße zur Säntisstraße. Die Straße setzt sich nach Mariendorf an der Daimlerstraße fort und geht an der S-Bahnbrücke in die Zehrensdorfer Straße über. In der Nähe der Straße befand sich die Adler-Mühle. Baudenkmal: Haus 181 und Haus 183. | Säntisstraße |
| Schäßburger Weg (Lage)            | 0350                             | Schäßburg, Stadt in Siebenbürgen (Rumänien) | 4. Apr. 1934        | Als Straße 123 eingerichtet, liegt sie zwischen Marienfelder Allee und Kronstadter Weg, allerdings von Hermannstädter Weg bis zur Allee nur als verkehrsberuhigter Fuß- und Radweg. | Schäßburger Weg |
| Scheideggweg (Lage)               | 0150                             | Scheidegg, Berg im Rigi (Zentralschweiz) | 1. Dez. 1970        | Als Straße 49 angelegt, liegt er zwischen Wehnert- und Grillostraße. Der Straßenname wurde (wohl mit Bezug zur Säntisstraße) zusammen mit der Rigistraße vergeben. | Scheideggweg |
| Schichauweg (Lage)                | 0990 (im Ortsteil)               | Ferdinand Schichau (1814–1896), Ingenieur und Unternehmer | 4. Aug. 1930        | Vorher als Straße 97 angelegt. In Marienfelde liegt die Straße als Stichstraße zwischen der Motzener Straße und der Stadtgrenze. Hier liegt das Pumpwerk Marienfelde und das ehemalige Klärwerk (heute Teil des UBA). Die Straße setzt sich nach Osten in Lichtenrade fort. | Schichauweg: S-Bahnhof Nordseite in Marienfelde                                                                                |
| Schomburgstraße (Lage)            | 0190                             | Hermann Schomburg (19. Jahrhundert), Pionier der elektrotechnischen Porzellanindustrie | 1. Apr. 1969        | Als Straße 44 angelegt liegt sie zwischen Bahn- und Stegerwaldstraße. | Schomburgstraße |
| Schwechtenstraße (Lage)           | 0660                             | Franz Schwechten (1841–1924), Architekt des Historismus | 4. Nov. 1976        | Sie liegt als Stichstraße zwischen Richard-Tauber-Damm und dem Gelände der Bahnkolonie. Die vorherige Privatstraße zum Gelände des Güterbahnhofs wurde mit der Benennung auf Vorschlag des Reichsbahnvermögensamtes für den öffentlichen Verkehr freigegeben. | Schwechtenstraße |
| Sonnenscheinpfad (Lage) 52.°N 13. | 0200                             | Carl Sonnenschein (1876–1929), im Arbeitermilieu bekannter katholischer Priester | 4. Aug. 1930        | Als Straße 176 angelegt, geht sie von der Belßstraße nach Süden ab, parallel zur Friedrichrodaer Straße. Die Gesamtanlage der Siedlung „Mariengarten“ als Gebäudeensemble unter Denkmalschutz. | Sonnenscheinpfad |
| Sperenberger Straße (Lage)        | 0610                             | Sperenberg, Ort im Landkreis Teltow-Fläming (Brandenburg) | 1. Nov. 1973        | Als Straße 465 angelegt, geht sie als Stichstraße von der Motzener Straße nach Westen ab und erschließt ein Gewerbegebiet. | Sperenberger Straße |
| Stadtilmer Weg (Lage)             | 0450 (im Ortsteil)               | Stadtilm, Stadt im Ilm-Kreis (Thüringen) | 14. Apr. 1936       | Die Straße setzt sich in Lichterfelde fort, wo die Straße 212 1936 benannt wurde. Die vorherigen Straßen 441 und 149 wurden erst 1965 einbezogen. In Marienfelde liegt sie zwischen der Ortsteilgrenze (Nr. 9 und 16) und geht noch als Stichstraße über den Kruseweg nach Osten. | Stadtilmer Weg |
| Stegerwaldstraße (Lage)           | 0770                             | Adam Stegerwald (1874–1945), Gewerkschaftsfunktionär, Widerstandskämpfer gegen das NS-Regime | 1. Nov. 1953        | Um 1913 als Ahornstraße eingerichtet liegt sie zwischen Bahn- und Beyrodtstraße. | Stegerwaldstraße |
| Straße 427 (Lage)                 | 0120                             | nach dem Bebauungsplan | vor 1930            | Sie liegt zwischen Marienfelder Allee und Malteserstraße. Das heute noch so benannte Teil führt die nördliche Allee zur Kreuzung mit der Hildburghauser Straße, vormals gehörte die Weiterführung Dr.-Jacobsohn-Promenade und der östliche Teil der Maximilian-Kaller-Straße zu ihr. | Straße 427 |
| Straße 432 (Lage)                 | 0150                             | nach dem Bebauungsplan | vor 1930            | Sie geht östlich vom Richard-Taber-Damm als abgesperrte Privatstraße ab bis zur Ortsteilsgrenze ab und geht in der Lichtenrader Privatstraße Im Eck (nicht durchgehend) weiter. | Straße 432 |
| Straße 435 (Lage)                 | 0100                             | nach dem Bebauungsplan | vor 1930            | Sie liegt zwischen Grillo- und Säntisstraße, von der Grillostraße als Stichstraße. | Straße 435 |
| Straße 478 (Lage)                 | 0280                             | nach dem Bebauungsplan | vor 1930            | Vom Diedersdorfer Weg nach Osten abgehend ist es der Zugang im Norden des Freizeitparks Marienfelde. | Straße 478 |
| Symeonstraße (Lage)               | 0140                             | Symeon († nach 1247), Theologe | 1. Nov. 1989        | Als Straße 475 angelegt, ist es eine Stichstraße von der Malteserstraße nach Westen, nördlich der Kirche vom Guten Hirten. | Symeonstraße |
| Tennstedter Straße (Lage)         | 0150 (im Ortsteil)               | Bad Tennstedt, Stadt im Unstrut-Hainich-Kreis (Thüringen) | 2. Jan. 1912        | Als Straße 32 geplant, erhielt sie den Namen in Lankwitz 1912, in Tempelhof (Marienfelde) wurde sie nach 1938 benannt. Am 1. April 1975 erfolgte die Verlängerung zur Weskammstraße. | Tennstedter Straße |
| Tilkeroder Weg (Lage)             | 0680                             | Tilkerode, Ortsteil von Abberode (Sachsen-Anhalt) | 13. Juli 1934       | Als Straße 133 angelegt, liegt sie zwischen Marienfelder Allee und Diedersdorfer Weg. | Tilkeroder Weg |
| Tirschenreuther Ring (Lage)       | 1380                             | Tirschenreuth, Kreisstadt in Bayern | 1. Juni 1970        | Die Straßen 463 und 446 wurden bei der Bebauung zu einer Ringstraße zwischen Lichterfelder Ring und Hildburghauser Straße zusammengefasst. | Tirschenreuther Ring: Blick von der Marienfelder Höhe · Tirschenreuther Ring                                                   |
| Titlisweg (Lage)                  | 0440 (im Ortsteil)               | Titlis, Berg der Urner Alpen (Zentralschweiz) | 4. Aug. 1930        | Die Straße, vorher als Straße 125, liegt zwischen der Daimlerstraße und der Grenze vor dem Hirzerweg, sie setzt sich in Mariendorf fort, die Südseite gehört nicht zu Marienfelde. | Titlisweg |
| Trachenbergring (Lage)            | 0260 (im Ortsteil)               | Karl Friedrich Wilhelm von Trachenberg (1784–1809) Militär. | 20. Juli 1960       | 1935 wurde die Straße 62 als Trachenbergweg benannt und 1960 wurden in Lankwitz die Straßen 62a, 63 und 87 zum Trachenbergring einbezogen. Nur die Südseite vom Südostteil der Ringstraße zwischen Friedrichrodaer Straße und Bahntrasse gehört zu Marienfelde. | Trachenbergring |
| Trippsteinstraße (Lage)           | 0170 (im Ortsteil)               | Trippstein, Gipfel im Schwarzatal (Thüringen) | 2. Jan. 1912        | Als Straße 33 angelegt, liegt sie zwischen Hildburghauser Straße und der Ortsteilsgrenze, sie setzt sich in Lankwitz bis zur Geraer Straße fort. | Trippsteinstraße |
| Tullaweg (Lage)                   | 0260                             | Johann Gottfried Tulla (1770–1828), Bauingenieur, führte die Rheinbegradigung durch | 1. Jan. 1963        | Als Straße 41 angelegt liegt sie zwischen Am Hortenstein und Sameiskystraße | Tullaweg |
| Untertürkheimer Straße (Lage)     | 0440 (im Ortsteil)               | Untertürkheim, Stadtteil von Stuttgart (Baden-Württemberg) | 23. März 1925       | Die Straße, vorher Straße 93, ist eine Stichstraße im Gewerbegebiet westlich der Fritz-Werner-Straße, die Nordseite gehört zu Mariendorf. Baudenkmal: Maschinenfabrik Fritz-Werner-Werk. | Untertürkheimer Straße |
| Waldsassener Straße (Lage)        | 1120                             | Waldsassen, Stadt im Landkreis Tirschenreuth (Bayern) | 1. Apr. 1971        | Die Straße 426 wurde gemeinsam mit dem westlichen Teil der Ahrensdorfer Straße benannt und liegt zwischen Hildburghauser Straße und der Stadtgrenze (Stichstraße zum Mauerweg). Er kreuzt den Tirschenreuther Ring. | Waldsassener Straße: Blick von der Marienfelder Höhe · Waldsassener Straße                                                     |
| Wehnertstraße (Lage)              | 0850                             | Julius Wehnert (1850–1916), Baumeister, am Bau der Marienfelder Kanalisation beteiligt | 4. Aug. 1930        | Als Straße 46 angelegt, liegt sie zwischen Bahnstraße und Buckower Chaussee. | Wehnertstraße |
| Welterpfad (Lage)                 | 0800                             | Peter Welter (1854–1919), Hausgeistlicher im hiesigen Kloster „Zum Guten Hirten“ | 4. Aug. 1930        | Als Straße 171 angelegt, liegt er zwischen Emilienstraße und Hanielweg. | Welterpfad |
| Weskammstraße (Lage)              | 0350                             | Wilhelm Weskamm (1891–1956), 1951 bis 1956 römisch-katholischer Bischof von Berlin | 1. Okt. 1973        | Als Straße 424 eingerichtet, liegt sie zwischen Maximilian-Kaller- und Hildburghauser Straße. | Weskammstraße |
| Wettelroder Weg (Lage)            | 0480                             | Wettelrode, Ort im Landkreis Sangerhausen (Sachsen-Anhalt) | 19. Okt. 1934       | Als Straße 126 angelegt, liegt sie zwischen Wippraer und Tilkeroder Weg. | Wettelroder Weg |
| Wiesauer Straße (Lage)            | 0310                             | Wiesau, Markt im Landkreis Tirschenreuth (Bayern) | 1. Dez. 1970        | Der nördliche Teil der Straße 461 zwischen Tirschenreuther Ring und Pfabener Weg entlang des Parks (im vormaligen Verlauf der Ahrensdorfer Straße) wurde 1970 benannt und setzt sich im Fuchsmühler Weg fort. | Wiesauer Straße |
| Wippraer Weg (Lage)               | 0310                             | Wippra, Kurort im Landkreis Mansfelder Land (Sachsen-Anhalt) | 13. Juli 1934       | Als Straße 131 angelegt liegt sie zwischen Marienfelder Allee und Friesdorfer Pfad im Bogen | Wippraer Weg |
| Zehrensdorfer Straße (Lage)       | 0100                             | Zehrensdorf, 1936 aufgelöster Ort im heutigen Landkreis Teltow-Fläming (Brandenburg) | 1. Nov. 1973        | Die Straße liegt zwischen Buckower Chaussee und Säntisstraße und geht in der Motzener Straße weiter. | Zehrensdorfer Straße |
| Zernickstraße (Lage)              | 0120                             | Ferdinand Zernick (1830–1911), Gemeindevorsteher in Marienfelde | 1. Nov. 1953        | Als Straße 114 angelegt liegt sie als Stichstraße von der Ahrensdorfer Straße nach Norden. | Zernickstraße |

## Geplante und einstige Straßen
Wie die Nachbarorte gehörte Marienfelde bis zur Eingliederung nach Groß-Berlin zum Kreis Teltow. Durch die Ausrichtung der Kirche liegt das Dorf (heute: Alt-Mariendorf) in West-Ost-Richtung, von Berlin kommend kreuzt die Chaussee in Nord-Süd-Richtung. Die Verbindungswege von Marienfelde zur Umgebung um 1800 verliefen von der Dorfstraße.
- an der westlichen Dorfseite mit der Chaussee[46] (heute im Straßenzug der Marienfelder Allee) nach
  - Norden: Mariendorf – Tempelhof – Berlin und
  - Süden: Groß Beeren – Trebbin.
- Im Westen der Dorfstraße führen die Wege nach
  - Lankwitz (Nordwest) etwa im Zuge der Malteserstraße,
  - Teltow (West) heute etwa im Zuge der Hildburghauser Straße,
  - sowie von der Chaussee nach Süden abgehend der Weg nach Diedersdorf.
- Im Osten der Dorfstraße teilen sich die Wege nach
  - Britz (Nordost) etwa im Zuge der Säntisstraße,
  - Buckow (West) etwa im Zuge der Buckower Chaussee,
  - Lichtenrade (Südost) etwa im Zuge der Motzener Straße.
- Vom Anger gegenüber der Kirche nach Norden geht der Weg zum Vorwerk Horstenstein, etwa im heutigen Verlauf der Kirchstraße.

| Name                               | von \| bis           | umbenannt     |                            | Anmerkungen |
| ---------------------------------- | -------------------- | ------------- | -------------------------- | --- |
| Adolfstraße                        | 1885/1902            | 20. Apr. 1948 | → Greulichstraße           | Wohl nach Adolf Kiepert (1820–1892), Gutsbesitzer in Marienfelde benannt. In Analogie der Benennung der Emilienstraße nach seiner Gattin. |
| Ahornstraße                        | um 1913              | 1. Nov. 1953  | → Stegerwaldstraße         | |
| Bismarckstraße                     | um 1912              | 13. Juli 1934 | → Belßstraße               | Otto von Bismarck-Schönhausen, Herzog von Lauenburg (1815–1898), Politiker. |
| Britzer Weg                        | nach 1907            | 4. Aug. 1930  | → Säntisstraße             | Der Britzer Weg wurde zwischen November 1907 und November 1910 benannt. |
| Dorfstraße                         | 13. Jhd.             | 31. Aug. 1949 | → Alt-Marienfelde          | 1887 wird die Dorfstraße gepflastert. |
| Lankwitzstraße                     | 29. Okt. 1863        | 21. Juli 1960 | → Malteserstraße           | Lankwitz, Nachbar-Ort(steil). Die Lankwitzstraße war die alte Verbindungsstraße zwischen den Dörfern Mariendorf und Lankwitz. Die unübliche Schreibweise wurde bis 1960 beibehalten.                                                                        |
| Lichtenrader Weg                   | nach 1918            | 1. Jan. 1963  | → Motzener Straße          | Der Lichtenrader Weg wurde zwischen 1918 und September 1925 benannt. |
| Lichterfelder Straße               | nach 1914 (vor 1918) | 23. Nov. 1933 | → Hildburghauser Straße    | 1932 erhielt ein Teil der Straße den Namen Lichterfelder Ring. 1933 bezog man den verbliebenen Abschnitt in die Hildburghauser Straße. Am 1. August 1965 wurde auch der 1932 in Lichterfelder Ring umbenannte Teil in die Hildburghauser Straße einbezogen. |
| Marienfelder Straße (Lichterfelde) | vor 1878             | 23. Nov. 1933 | → Hildburghauser Straße    | Die Verbindung zwischen den ehemals selbständigen Orten Lichterfelde und Marienfelde. 1933 erhielt sie als Verlängerung den Namen der bereits seit 1917 in Lichterfelde bestehenden Hildburghauser Straße.                                                  |
| Marienfelder Straße (Lankwitz)     | vor 1878             | 21. Apr. 1960 | → Malteserstraße           | Der Abschnitt der Marienfelder Straße zwischen Hauptstraße (heute Alt-Lankwitz) und Bruchwitzstraße wurde bereits 1909 in Mühlenstraße umbenannt. |
| Osdorfer Weg                       | vor 1914             | 5. Apr. 1934  | → Ahrensdorfer Straße      | Osdorf, Ortsteil von Großbeeren. |
| Parallelstraße                     | vor 1904             | 1. Sep. 1973  | → Bruno-Möhring-Straße     | Die Straße verlief parallel zur Marienfelder Allee. Das Haus Nr. 8 war um 1904 Wohnhaus von Bruno Möhring. |
| Privatstraße 110                   | Plan                 | 4. Apr. 1934  | → Hermannstadter Weg       | |
| Schwarzer Weg                      | überliefert          | vor 1925      | → Säntisstraße             | offiziell 4. August 1930 umbenannt, Schwarzer Weg ist ein häufiger Name für Fuß- und Fahrwege in Berlin. |
| Straße 2                           | Plan                 | 4. Aug. 1930  | → Martiusweg               | |
| Straße 4                           | Plan                 | 4. Aug. 1930  | → Hossauerweg              | |
| Straße 7                           | Plan                 | 24. Jan. 1938 | → Hollabergweg             | |
| Straße 7                           | Plan                 | 1. Juli 1970  | → Fleschweg                | |
| Straße 9                           | Plan                 | 4. Aug. 1930  | → Brandaustraße            | |
| Straße 32                          | Plan                 | 2. Jan. 1912  | → Tennstedter Straße       | |
| Straße 33                          | Plan                 | 2. Jan. 1912  | → Trippsteinstraße         | |
| Straße 36                          | Plan                 | 1. Sep. 1962  | → Prechtlstraße            | |
| Straße 38                          | Plan                 | 3. Nov. 1938  | → Intzestraße              | |
| Straße 39                          | Plan                 | 13. Feb. 1957 | → Sameiskystraße           | |
| Straße 40                          | Plan                 | 13. Feb. 1957 | → Gebertstraße             | |
| Straße 41                          | Plan                 | 1. Jan. 1963  | → Tullastraße              | |
| Straße 42                          | Plan                 | 23. Nov. 1933 | → Bleichertstraße          | |
| Straße 44                          | Plan                 | 1. Apr. 1969  | → Schomburgstraße          | |
| Straße 45                          | Plan                 | 18. Jan. 1936 | → Proellstraße             | |
| Straße 46                          | Plan                 | 4. Aug. 1930  | → Wehnertstraße            | |
| Straße 48                          | Plan                 | 3. Nov. 1938  | → Meßmerstraße             | |
| Straße 49                          | Plan                 | 1. Dez. 1970  | → Scheideggweg             | |
| Straße 51                          | Plan                 | 1. Apr. 1975  | → Miethepfad               | |
| Straße 62                          | Plan                 | 3. Mai 1935   | (Trachenbergweg)           | heute Trachenbergring |
| Straße 62a                         | Plan                 | 20. Juli 1960 | → Trachenbergring          | |
| Straße 63                          | Plan                 | 20. Juli 1960 | → Trachenbergring          | |
| Straße 87                          | Plan                 | 20. Juli 1960 | → Trachenbergring          | |
| Straße 92                          | Plan                 | 1. Nov. 1953  | → Poleigrund               | |
| Straße 93                          | Plan                 | 23. März 1925 | → Untertürkheimer Straße   | |
| Straße 97                          | Plan                 | 4. Aug. 1930  | → Schichauweg              | |
| Straße 108                         | Plan                 | 4. Apr. 1934  | → Bistritzer Pfad          | |
| Straße 109                         | Plan                 | 1. Dez. 1934  | → Baußnernweg              | |
| Straße 112                         | Plan                 | 4. Apr. 1934  | → Kronstadter Weg          | |
| Straße 114                         | Plan                 | 1. Nov. 1953  | → Zernickstraße            | |
| Straße 121                         | Plan                 | 4. Apr. 1934  | → Klausenburger Pfad       | |
| Straße 123                         | Plan                 | 4. Apr. 1934  | → Schäßburger Weg          | |
| Straße 125                         | Plan                 | 13. Juli 1934 | → Pansfelder Weg           | |
| Straße 125                         | Plan                 | 4. Aug. 1930  | → Titlisweg                | |
| Straße 126                         | Plan                 | 19. Okt. 1934 | → Wettelroder Weg          | |
| Straße 127                         | Plan                 | 13. Juli 1934 | → Meisdorfer Pfad          | |
| Straße 129                         | Plan                 | 13. Juli 1934 | → Hermeroder Weg           | |
| Straße 130                         | Plan                 | 1. Apr. 1953  | → Luckeweg                 | |
| Straße 130                         | Plan                 | 23. März 1925 | → Daimlerstraße            | |
| Straße 132                         | Plan                 | 13. Juli 1934 | → Reinstedter Weg          | |
| Straße 133                         | Plan                 | 13. Juli 1934 | → Tilkeroder Weg           | |
| Straße 133                         | Plan                 | 13. Juli 1934 | → Wippraer Weg             | |
| Straße 133                         | Plan                 | 4. Aug. 1930  | → Hirzerweg                | |
| Straße 143                         | Plan                 | 4. Aug. 1930  | → Hanielweg                | |
| Straße 147                         | Plan                 | 1. Aug. 1965  | → Greizer Straße           | |
| Straße 148                         | Plan                 | 1. Nov. 1953  | → Kruseweg                 | |
| Straße 149                         | Plan                 | 14. Apr. 1936 | → Stadtilmer Weg           | |
| Straße 171                         | Plan                 | 4. Aug. 1930  | → Welterpfad               | |
| Straße 172                         | Plan                 | 26. Juli 1927 | → Beyrodtstraße            | |
| Straße 173                         | Plan                 | 26. Juli 1927 | → Manntzstraße             | |
| Straße 176                         | Plan                 | 4. Aug. 1930  | → Sonnenscheinpfad         | |
| Straße 177                         | Plan                 | 4. Aug. 1930  | → Estersstraße             | |
| Straße 406                         | Plan                 | 24. Apr. 1969 | → Domagkstraße             | |
| Straße 423                         | Plan                 | 1. Feb. 1966  | → Barlachweg               | |
| Straße 424                         | Plan                 | 1. Okt. 1973  | → Weskammstraße            | |
| Straße 426                         | Plan                 | 1. Apr. 1971  | → Waldsassener Straße      | |
| Straße 427 (Teil)                  | Plan                 | 1. Okt. 1973  | → Maximilian-Kaller-Straße | |
| Straße 427 (Teil)                  | Plan                 | 25. Apr. 1991 | → Dr.-Jacobsohn-Promenade  | |
| Straße 430                         | Plan                 | 1. Apr. 1975  | → Richard-Tauber-Damm      | |
| Straße 441                         | Plan                 | 14. Apr. 1936 | → Stadtilmer Weg           | |
| Straße 446                         | Plan                 | 1. Juni 1970  | → Tirschenreuther Ring     | |
| Straße 458                         | Plan                 | 1. Dez. 1970  | → Rigistraße               | |
| Straße 459                         | Plan                 | 1. Dez. 1970  | → Erbendorfer Weg          | |
| Straße 461 (Teil)                  | Plan                 | 1. Dez. 1970  | → Wiesauer Straße          | |
| Straße 461 (Teil)                  | Plan                 | 15. Nov. 2006 | → Fuchsmühler Weg          | |
| Straße 462                         | Plan                 | 1. Okt. 1971  | → Pfabener Weg             | |
| Straße 463                         | Plan                 | 1. Juni 1970  | → Tirschenreuther Ring     | |
| Straße 465                         | Plan                 | 1. Nov. 1973  | → Sperenberger Straße      | |
| Straße 467                         | Plan                 | 1. Feb. 1994  | → Imhoffweg                | |
| Straße 473                         | Plan                 | 1. Juli 1973  | → Nahmitzer Damm           | |
| Straße 475                         | Plan                 | 1. Nov. 1989  | → Symeonweg                | |
| Straße 481                         | Plan                 | 15. Aug. 1990 | → Friedenfelser Straße     | |
| Teltower Weg                       | vor 1905             | 21. Apr. 1932 | → Lichterfelder Ring       | In den Lichterfelder Ring einbezogen. |
| Trachenbergweg                     | 3. Mai 1935          | 20. Juli 1960 | → Trachenbergring          | Nach Karl Friedrich Wilhelm von Trachenberg (1784–1809)l, Militär. Straßenumbenennung unter Einbeziehung weiterer Straßen. |

## Weitere Örtlichkeiten in Marienfelde

### Kleingartenanlagen
Im Ortsteil liegen die kleinen Kleingärtenanlagen verstreut.
- Kolonie Am Diedersdorfer Weg (Lage), Diedersdorfer Weg, 80 Parzellen, 3,0 Hektar (landeseigen).
- Kolonie Am Freizeitpark (Lage), Diedersdorfer Weg (östl.), 16 Parzellen auf 0,4 Hektar (landeseigen).
- Kolonie Amstelveen (Stadtrandsiedlung) (Lage), Marienfelder Allee 223 mit 36 Parzellen und 1,3 Hektar (landeseigen). Amstelveen ist Partnerstadt des Bezirks Tempelhof-Schöneberg.[50]
- Kolonie Birkholz (Lage), Diedersdorfer Weg, 139 Parzellen, 4,6 Hektar (landeseigen).
- Kolonie Eisenbahn-Landwirtschaft Säntisstraße (Lage), auf dem vormaligen Güterbahnhof Marienfelde mit 10,0 Hektar (bahnvereinseigen)
- Kolonie Erholung (Lage), Wehnertstraße 34, 5 Parzellen auf 0,2 Hektar (landeseigen).
- Kolonie Eschwege (Lage), Marienfelder Allee, 51 Parzellen, 1,7 Hektar (landeseigen).
- Kolonie Hüfnergärten (Lage), Nahmitzer Damm 3,5 und 7, 31 Parzellen, 0,8 Hektar (landeseigen).
- Kolonie Marienfelder Scholle (Lage), Marienfelder Allee, 64 Parzellen, 2,9 Hektar (landeseigen).

### Parks und Grünflächen
- Naturschutzpark (Freizeitpark) Marienfelde[51] mit Wechselkrötenteich (Lage) und weiteren Teichen,
  - östlich anschließend und zugehörig der Fresepark (Lage) mit Königsgraben[52] (Lage) dem Röthepfuhl (Lage) und Freeseteich (Lage) und im Süden zufließend der Poleigraben (Lage)
- Park an der Wiesauer Straße (Lage)
- Gutspark Marienfelde (Lage), südlich davon der Stadtgutgraben (Lage) am Nahmitzer Damm.
- Wäldchen am Königsgraben (Berliner Forst Düppel) (Lage), der Jagen 66 D (Forstamt Grunewald) erhielt am 1. Januar 1995 diesen Namen.
- Marienfelder Feldmark (Lage)
- ehemaliges Klärwerk Marienfelde (mit UBA) (Lage)
- Marienfelder Höhe (Lage): Schuttberg und ehemalige Radarstation.
- Friedhof Marienfelde (Lage)
- Kirche vom Guten Hirten[53] (Lage)
- Weitere Gräben und Teiche
  - Manntzgraben (Lage): teilweise erhalten, westlich vom Kloster (Kirche vom guten Hirten) und östlich der Marienfelder Allee in Richtung Bistritzer Pfad.
  - Entlastungsgraben (Lage)
  - Kirchteich (Lage)
  - Klosterteich (Lage)

### Sonstige Örtlichkeiten

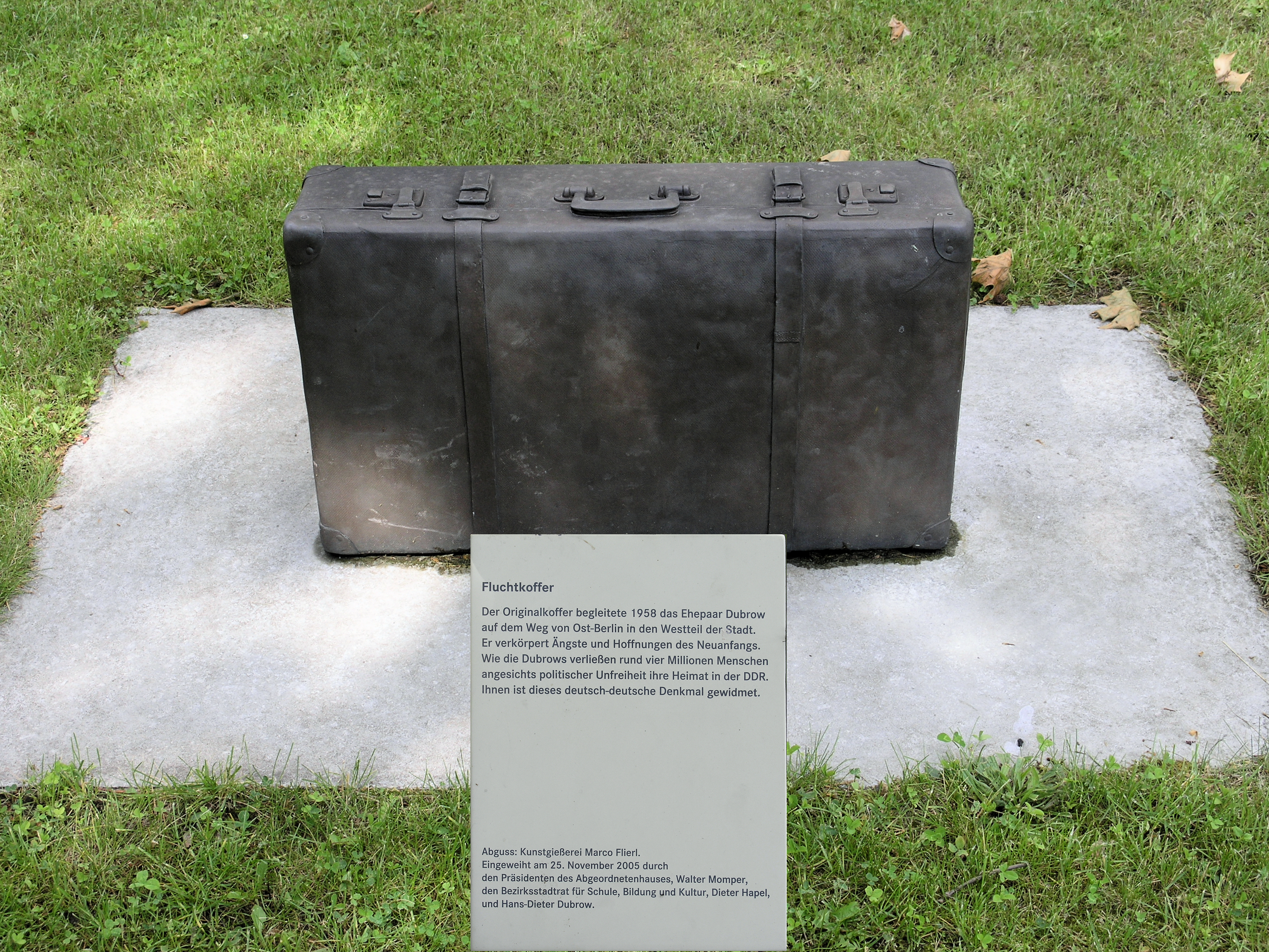
Gedenk-Mal am Notaufnahmelager

- Erinnerungsstätte Notaufnahmelager (Lage)
- Gewerbegebiet um die Daimlerstraße (Mercedes-Benz Werk Marienfelde) (Lage)
- Gewerbegebiet um Buckower Damm und Motzener Straße (Lage)

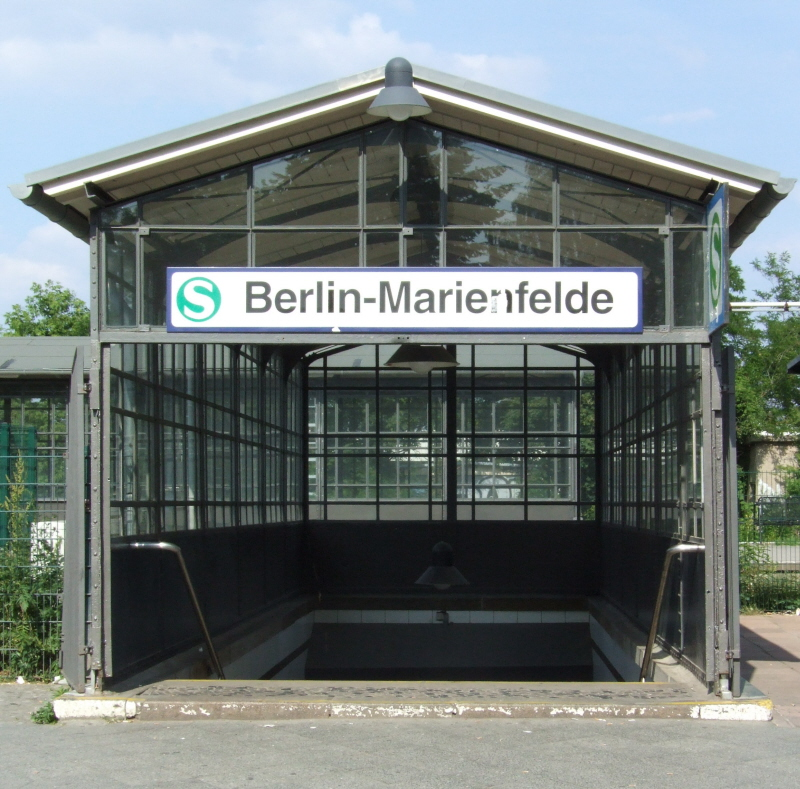
Zugang zum S-Bahnhof

- Dresdener Bahn mit der Trasse der S2
  - S-Bahnhof Schichauweg (Lage), der Bahnhof liegt über dem zweibahnigen Schichauweg, aber nur der Bahnhofsteil an der Nordseite liegt in Marienfelde und damit im Bezirk Tempelhof-Schöneberg.
  - S-Bahnhof Buckower Chaussee (Lage)
  - S-Bahnhof Marienfelde (Lage)
- Ehemalige Industriebahn zwischen Bahnhof Marienfelde der Dresdener Bahn und dem südwestlich liegenden Industriegebiet als Teilstück des Güteraußenrings zum Verschiebebahnhof Lichterfelde (Lage): heute teilweise als Fuß- und Radweg in Fortführung des Rainfarnweges zum Naturschutzpark, endend an der Kleingartenanlage vor dem Diedersdorfer Weg.